# Zoltan Veress
Zoltán Veress (n. 29 ianuarie 1868, Cluj, Austro-Ungaria – d. 20 decembrie 1935, Budapesta, Regatul Ungariei) a fost un pictor maghiar.

## Date biografice
A studiat artele la Academia de Belle Arte din München și la Academia de Arte Budapesta. La Budapesta a studiat cu Bertalan Székely.
Preferința sa s-a îndreptat către pictura de gen. A avut o activitate însemnată ca pictor și ca restaurator de fresce medievale. Este autor al cărții "Arta de a lucra și privi un tablou" aparută în 1902. A popularizat ideile artistice ale profesorului său Bertalan Székely. A abordat îndeosebi acuarela. Într-o acuarelă de mari dimensiuni "Dans românesc" a redat obiceiurile din viața satului. În unele lucrări a fost adeptul realismului critic (Moștenirea). L-au preocupat și teme din învățământul rural.

## Operă

### Expoziții
- 1902 - prima sa expoziție la Cluj

### Muzeul JudețeanMureș. Secția de artă -Târgu Mureș[4]
- Cap de bărbat, pictură de șevalet
- Țărancă, pictură de șevalet
- Fată nobilă, pictură de șevalet
- Bătrân cu ochelari, pictură de șevalet
- Țărancă bătrână, pictură de șevalet
- Bătrână cu boneta, pictură de șevalet